# Cours particulier (film)
Pour plus de détails, voir Fiche technique et Distribution.
Cours particulier (Özel Ders) est une comédie romantique turc réalisée par Kivanç Baruönü, sortie en 2022 sur Netflix.

## Synopsis
Azra est une jeune femme se faisant passer pour une tutrice afin d'aider secrètement des étudiants à atteindre leurs objectifs dans la vie, malgré le désaccord de leurs parents. Cependant, son nouveau voisin pourrait bien lui faire oublier tous ses principes et les règles qu'elle s'était imposée...

## Fiche technique
Sauf indication contraire, les informations mentionnées dans cette section peuvent être confirmées par la base de données cinématographiques IMDb,  présente dans la section « Liens externes ».
- Titre français : Cours particulier
- Titre original : Özel Ders
- Réalisation : Kivanç Baruönü
- Scénario : Murat Dişli et Yasemin Erturan
- Musique : Alp Yenier
- Costumes : Merve Ertan
- Photographie : Tolga Çetin
- Production : Onur Güvenatam
  - Production déléguée : Orhan Erkal
- Sociétés de production : OGM Pictures, Organic Film
- Société de distribution : Netflix
- Pays d’origine :  Turquie
- Langue originale : anglais
- Format : couleur — 2,35:1
- Genre : comédie romantique
- Durée : 99 minutes
- Date de sortie :
  -  : 16 décembre 2022 (Netflix)

## Distribution
- Bensu Soral (VF : Karine Foviau) : Azra
- Halit Özgür Sarı (VF : Jim Redler) : Burak
- Helin Kandemir (VF : Zina Khakhoulia) : Hande
- Rami Narin (VF : Gauthier Battoue) : Utku
- Hatice Aslan (VF : Marie-Eve Dufresne) :	Ülker
- Deniz Altan (VF : Léopoldine Serre) : Cansu
- Elif Ceren Balıkçı (VF : Émilie Rault) : Duygu
- Hülya Gülşen Irmak : Semra
- Murat Karasu : Ismail
- Esengül Yılmaz : Bahar
- Petek Aynaz Talebi : Melis